# Suursaari (ö i Norra Savolax, Norra Savolax, lat 63,50, long 27,61)
Suursaari är en ö i Finland. Den ligger i sjön Ala-Varpanen och i kommunen Idensalmi i den ekonomiska regionen  Övre Savolax ekonomiska region  och landskapet Norra Savolax, i den centrala delen av landet, 400 km norr om huvudstaden Helsingfors. Öns area är 2,2 hektar och dess största längd är 230 meter i öst-västlig riktning.